# Gregor Traber
Gregor Traber (né le 2 décembre 1992 à Tettnang) est un athlète allemand, spécialiste du 110 mètres haies.

## Biographie
Fin juillet 2017, il déclare forfait pour les Championnats du monde 2017.

## Palmarès
| Date | Compétition                       | Lieu        | Résultat | Épreuve     | Temps   |
| ---- | --------------------------------- | ----------- | -------- | ----------- | ------- |
| 2013 | Championnats d'Europe espoirs     | Tampere     | 3e       | 110 m haies | 13 s 66 |
| 2014 | Championnats du monde en salle    | Sopot       | 5e       | 60 m haies  | 7 s 56  |
| 2015 | Championnats d'Europe par équipes | Tcheboksary | 4e       | 110 m haies | 13 s 74 |
| 2018 | Championnats d'Europe             | Berlin      | 5e       | 110 m haies | 13 s 46 |
| 2019 | Championnats d'Europe par équipes | Bydgoszcz   | 3e       | 110 m haies | 13 s 54 |

## Records
| Épreuve                    | Performance | Lieu     | Date            |
| -------------------------- | ----------- | -------- | --------------- |
| 60 mètres haies (en salle) | 7 s 56      | Sopot    | 9 mars 2014     |
| 110 mètres haies           | 13 s 21     | Mannheim | 29 juillet 2016 |